# Liste deutscher Wörter im Russischen
Dies ist eine Liste deutscher Wörter, die ins Russische entlehnt wurden.

## Alphabetische Liste

### A
| Russisch   | Transkription | Etymologie                               | Anmerkungen                                                     |
| ---------- | ------------- | ---------------------------------------- | --------------------------------------------------------------- |
| абзацⓘ     | absaz         | neuhochdeutsch Absatz                    | Absatz (im Druck)                                               |
| аблаут     | ablaut        | neuhochdeutsch Ablaut                    | Ablaut (Vokalwechsel in der Stammsilbe wurzelverwandter Wörter) |
| айнтопф    | ajntopf       | neuhochdeutsch Eintopf                   | Eintopfgericht                                                  |
| айсберг    | ajsberg       | Eisberg                                  | Eisberg                                                         |
| аксельбант | akselbant     | neuhochdeutsch Achselband < Achsel, Band | Achselschnüre                                                   |
| алебастр   | alebastr      | Alabaster                                | meistens Alabaster-Leimfarbe, Wand-, Deckenfarbe                |
| аншлагⓘ    | anschlag      | neuhochdeutsch Anschlag                  | vor ausverkauftem Haus (Anschlag im Theater)                    |
| аншлюс     | anschljus     | neuhochdeutsch Anschluss                 | Anschluss Österreichs                                           |
| ахтунг     | achtung       |                                          | Homosexueller (abwertend)                                       |

### Б
| Russisch             | Transkription         | Etymologie                  | Anmerkungen                                    |
| -------------------- | --------------------- | --------------------------- | ---------------------------------------------- |
| бакенбарды           | bakenbardy            | Backenbart                  | Koteletten                                     |
| бакштейн             | bakschtejn            | deutsch Backstein           | Backsteinkäse                                  |
| бант                 | bant                  | deutsch Band                | Schleife                                       |
| баумкухен            | baumkuchen            | neuhochdeutsch Baumkuchen   | hoher, ringförmiger Kuchen                     |
| биговка              | bigowka               | neuhochdeutsch biegen       | Biegen                                         |
| бормаши́на            | bormaschina           | deutsch Bohrmaschine        | Bohrmaschine                                   |
| брандмауэр           | brandmauer            | deutsch Brandmauer          | Brandmauer, Firewall                           |
| брандмейстер         | brandmejster          | neuhochdeutsch Brandmeister | (veraltet) Leiter der Löscharbeiten            |
| (пить на) брудершафт | (pit na) bruderschaft | neuhochdeutsch Bruderschaft | Brüderschaft trinken                           |
| бухга́лтер            | buchgalter            | Buchhalter                  | Buchhalter                                     |
| бунд                 | bund                  | neuhochdeutsch Bund         | Allgemeiner Jüdischer Arbeiterbund (1897–1921) |
| бургомистр           | burgomistr            | Bürgermeister               | Bürgermeister                                  |
| бутербродⓘ           | buterbrod             | neuhochdeutsch Butterbrot   | belegtes Brot                                  |
| буфер                | bufer                 | deutsch Puffer              | Puffer (Eisenbahn), Dämpfer                    |
| бюкс                 | bjuks                 | neuhochdeutsch Büchse       | Wägeschale                                     |
| бюстгальтер          | bjustgalter           | neuhochdeutsch Büstenhalter | Oberteil, Büstenhalter                         |

### В
| Russisch   | Transkription | Etymologie                                                           | Anmerkungen                       |
| ---------- | ------------- | -------------------------------------------------------------------- | --------------------------------- |
| валторна   | waltorna      | neuhochdeutsch Waldhorn                                              | Waldhorn                          |
| вальдшнеп  | waldschnep    | neuhochdeutsch Waldschnepfe, dial. Waldschneppe                      | Waldschnepfe, Scolopax, Rusticula |
| ванна      | wanna         | neuhochdeutsch Wanne                                                 | Wanne                             |
| вафля      | waflja        | neuhochdeutsch Waffel oder neuhochdeutsch Wafel < niederdeutsch Wabe | Waffel                            |
| вахта      | wachta        | neuhochdeutsch Wacht                                                 | Wache                             |
| вахтёр     | wachtjor      | Wächter                                                              | Wächter                           |
| верстак    | werstak       | neuhochdeutsch Werkstatt                                             | Hobelbank, Werktisch, Werkbank    |
| вербовать  | werbowat      | deutsch werben                                                       | anwerben                          |
| верфь      | werf          | niederländisch Werf                                                  | Werft, Schiffbauplatz             |
| винт       | wint          | deutsch Gewinde                                                      | Schraube                          |
| вундеркинд | wunderkind    | Wunderkind                                                           | Wunderkind                        |
| вымпел     | wympel        | deutsch Wimpel                                                       | Wimpel                            |

### Г
| Russisch             | Transkription | Etymologie                                                                     | Anmerkungen                                               |
| -------------------- | ------------- | ------------------------------------------------------------------------------ | --------------------------------------------------------- |
| галстукⓘ             | galstuk       | neuhochdeutsch Halstuch                                                        | Krawatte                                                  |
| gantelja \|Hantel \| |               |                                                                                |                                                           |
| гаршнеп              | garschnep     | neuhochdeutsch Harschnepfe – Sumpfschnepfe                                     | kleine Sumpfschnepfe. Art Bekassine                       |
| гастарбайтер         | gastarbajter  | neuhochdeutsch Gastarbeiter                                                    | Gastarbeiter, ausländischer Arbeitnehmer                  |
| гастролиⓘ            | gastroli      | neuhochdeutsch Gastrolle < Gast – гость + Rolle – роль                         | Gastrolle, Gastspiel                                      |
| гаубица              | gaubiza       | neuhochdeutsch Haubitze                                                        | Wurfgeschütz für Granaten und Brandgeschosse              |
| гауптвахта           | gauptwachta   | neuhochdeutsch Hauptwache oder Hauptwacht                                      | Hauptwache                                                |
| герцог               | gerzog        | neuhochdeutsch Herzog                                                          | Herzog                                                    |
| гипсокартон          | gipsokarton   |                                                                                | Gipskarton                                                |
| глазурь              | glasur        | neuhochdeutsch Glasur                                                          | Glasur                                                    |
| гоф-                 | gof-          | neuhochdeutsch Hof-, z. B. Гофдоктор „Hofdoktor“, Гофмейстер „Hofmeister“ usw. | Vorsilbe bei Hoftiteln                                    |
| граф                 | graf          | neuhochdeutsch Graf                                                            | Graf                                                      |
| грейфер              | grejfer       | Greifer                                                                        | Greifer am Bagger, Greifer in Filmantrieb und Nähmaschine |
| гроссмейстерⓘ        | grossmeister  | Großmeister                                                                    | Großmeister (Schach)                                      |
| грунт                | grunt         | polnisch Grunt < neuhochdeutsch Grund                                          | Grundlage, Boden                                          |
| ганте́ль              | gantel        | Hantel                                                                         | Hantel                                                    |

### Д
| Russisch | Transkription | Etymologie                                 | Anmerkungen                              |
| -------- | ------------- | ------------------------------------------ | ---------------------------------------- |
| дека     | deka          | neuhochdeutsch Decke                       | Resonanzboden                            |
| демпфер  | dempfer       | neuhochdeutsch Dämpfer < dämpfen „mäßigen“ | Dämpfer, Verzögerer, Vibrationsdämpfer   |
| дизель   | disel         | Diesel                                     | Diesel                                   |
| дуршлаг  | durschlag     | neuhochdeutsch Durchschlag < durchschlagen | Küchengerät zum Durchseihen, Durchsieben |
| дюбель   | djubel        | neuhochdeutsch Dübel                       | Dübel                                    |

### Е
| Russisch | Transkription | Etymologie           | Anmerkungen                                                  |
| -------- | ------------- | -------------------- | ------------------------------------------------------------ |
| егерь    | jeger         | neuhochdeutsch Jäger | 1. Jäger 2. Diener in Jägertracht bei hohen Persönlichkeiten |
| енбель   | jenbel        | neuhochdeutsch Hobel | Tischlerhobel                                                |

### З
| Russisch  | Transkription | Etymologie                  | Anmerkungen                               |
| --------- | ------------- | --------------------------- | ----------------------------------------- |
| зандр     | sandr         | neuhochdeutsch Sandr < Sand | Sander, Schotterebene oder Schotterfläche |
| зензубель | sensubel      | neuhochdeutsch Simshobel    | Federhobel, Simshobel, Zahnhobel          |

### И
| Russisch | Transkription | Etymologie                     | Anmerkungen                                            |
| -------- | ------------- | ------------------------------ | ------------------------------------------------------ |
| инцухт   | inzucht       | neuhochdeutsch Inzucht < Zucht | Inzucht, Fortpflanzung unter nahe verwandten Lebewesen |

### К
| Russisch      | Transkription | Etymologie | Anmerkungen                         |
| ------------- | ------------- | --- | ----------------------------------- |
| камергер      | kamerger      | neuhochdeutsch Kammerherr | Kammerherr                          |
| канцлер       | kanzler       | neuhochdeutsch Kanzler < lateinisch cancellarius (Kanzlei)                                                                                       | Kanzler                             |
| капельмейстер | kapelmejster  | Kapellmeister | Kapellmeister                       |
| капут         | kaput         | neuhochdeutsch kaputt „entzwei“ < französisch capot < französischer Spielausdruck etre capot, faire capot „alle Stiche im Kartenspiel verlieren“ | Verderb, Ende, Unheil               |
| картофель     | kartofel      | Kartoffel | Kartoffel                           |
| кафель        | kafel         | neuhochdeutsch Kachel | Kachel                              |
| квартира      | kwartira      | Quartier | Wohnung                             |
| кегль         | kegl          | neuhochdeutsch Kegel «конус, кегль» | Kegel, Kegelstärke                  |
| кирка         | kirka         | niederdeutsch kirke, kerke, die Form mit -х-(-ch-) – aus neuhochdeutsch Kirche                                                                   | evangelische Kirche                 |
| кино          | Kino          | | Film, Kino                          |
| киршвассер    | kirschwasser  | neuhochdeutsch Kirschwasser | (veraltet) Kirschwasser             |
| китель        | kitel         | neuhochdeutsch Kittel | Kittel                              |
| китч          | kittsch       | Kitsch | Kitsch                              |
| клей, клеить  | klej, kleit   | | Klebstoff, kleben                   |
| клейстер      | klejster      | neuhochdeutsch Kleister | Kleister                            |
| клёцки        | kljozki       | polnisch Kloski < neuhochdeutsch Klößchen < neuhochdeutsch Kloß                                                                                  | Mehlkloß, Kloß                      |
| клюфт         | kljuft        | neuhochdeutsch Kluft | Kluft (in Gestein)                  |
| клякса        | kljaksa       | Klecks | Klecks                              |
| кнопка        | knopka        | niederdeutsch oder neuhochdeutsch Knopf | Knopf, Reißbrettstift, Kontaktknopf |
| кнорпельверк  | knorpelwerk   | neuhochdeutsch Knorpelwerk | Knorpelwerk, Knollenwerk            |
| котлета       | kotleta       | Kotelett | Bulette, Frikadelle                 |
| кран          | kran          | Kran | Kran                                |
| кунсткамера   | kunstkamera   | neuhochdeutsch Kunstkammer | Antiquitätenmuseum                  |
| курорт        | kurort        | neuhochdeutsch Kurort | Kurort, Heilbad                     |

### Л
| Russisch   | Transkription | Etymologie                | Anmerkungen                      |
| ---------- | ------------- | ------------------------- | -------------------------------- |
| лагерь     | lager         | deutsch Lager             | Ferienlager, Arbeitslager, Gulag |
| ландшафт   | landschaft    | neuhochdeutsch Landschaft | Landschaft (als Gemälde)         |
| ледерхозе  | lederchose    | neuhochdeutsch Lederhose  | Lederhose                        |
| лейтмотивⓘ | lejtmotiw     | neuhochdeutsch Leitmotiv  | Leitmotiv; Grundgedanke          |
| лобзик     | lobsik        | neuhochdeutsch Laubsäge   | Laubsäge, Stichsäge              |
| лозунг     | losung        | Losung                    | Motto, Slogan, Parole            |
| люк        | ljuk          | Luke                      | Klappe, Öffnung                  |
| люфт       | ljuft         | neuhochdeutsch Luft       | Lose, Luft, Spiel                |

### М
| Russisch     | Transkription | Etymologie                                | Anmerkungen                                      |
| ------------ | ------------- | ----------------------------------------- | ------------------------------------------------ |
| маклер       | makler        | neuhochdeutsch Makler                     | Makler                                           |
| маляр        | maljar        | neuhochdeutsch Maler                      | Maler und Lackierer                              |
| маршал       | marschal      | althochdeutsch marescalc                  | Marschall                                        |
| маршрут      | marschrut     | neuhochdeutsch Marschroute                | Reiseroute, Strecke                              |
| Маршрутка    | marschrutka   | neuhochdeutsch von Marschroute abgeleitet | abgeleitet für Linien-/Sammeltaxi: „Marschrutka“ |
| масштаб      | masschtab     | neuhochdeutsch Maßstab                    | Maßstab                                          |
| матовый      | matowyj       | neuhochdeutsch matt                       | matt, nicht glänzend                             |
| матрац       | matraz        | neuhochdeutsch Matratze                   | Matratze                                         |
| миттельшпиль | mittelschpil  | neuhochdeutsch Mittelspiel                | Mittelspiel (im Schachspiel)                     |
| мундштук     | mundschtuk    | neuhochdeutsch Mundstück – Stanzegaum     | Mundstück, Ansatzstück, Stangenzaum              |
| мюсли        | mjusli        | neuhochdeutsch Müsli < Mus – каша, пюре   | Müsli.                                           |

### Н
| Russisch   | Transkription | Etymologie                        | Anmerkungen                                  |
| ---------- | ------------- | --------------------------------- | -------------------------------------------- |
| надфиль    | nadfil        | neuhochdeutsch Nadelfeile < Nadel | Feilnadel, Nadelfeile                        |
| нейблау    | nejblau       | neuhochdeutsch Neublau            | Berliner Blau                                |
| нейзильбер | nejsilber     | neuhochdeutsch Neusilber          | Argentan, Neusilber, Weißmessing, Weißkupfer |

### О
| Russisch    | Transkription | Etymologie                 | Anmerkungen                                                                                       |
| ----------- | ------------- | -------------------------- | ------------------------------------------------------------------------------------------------- |
| обер        | ober          | neuhochdeutsch Ober        | Häufig in zaristischen Titeln wie: Обергофмейстер Oberhofmeister, Оберкамергер Oberkammerherr usw |
| обшлаг      | obschlag      | neuhochdeutsch Aufschlag   | Aufschlag am Ärmel                                                                                |
| ортштейн    | ortschtejn    | neuhochdeutsch Ortstein    | Ortstein                                                                                          |
| остарбайтер | ostarbajter   | neuhochdeutsch Ostarbeiter | Ostarbeiter                                                                                       |

### П
| Russisch    | Transkription | Etymologie                                                                                   | Anmerkungen                               |
| ----------- | ------------- | -------------------------------------------------------------------------------------------- | ----------------------------------------- |
| пакетбот    | paketbot      | neuhochdeutsch Paket                                                                         | Postschiff                                |
| парикмахер  | parikmacher   | neuhochdeutsch Perückenmacher                                                                | Friseur                                   |
| перламутр   | perlamutr     | neuhochdeutsch Perlemutter, Perlenmutter < französisch mere-perle, lateinisch mater perlarum | Perlmutter                                |
| плакат      | plakat        | Plakat                                                                                       | Plakat                                    |
| планка      | planka        | Planke                                                                                       | Leiste, Latte                             |
| пластырь    | plastyr       | Pflaster                                                                                     | Pflaster                                  |
| плац        | plaz          | neuhochdeutsch Platz< französisch place < lateinisch platea – Straße                         | Platz (für militärische Zwecke und Sport) |
| полтергейст | poltergejst   | neuhochdeutsch poltern                                                                       | Poltergeist, Klopfgeist                   |
| почтамт     | potschtamt    | neuhochdeutsch Postamt                                                                       | Hauptpostamt                              |
| пульт       | pult          | Pult                                                                                         | Pult                                      |
| пункт       | punkt         | Punkt                                                                                        | Stelle                                    |
| путч        | putsch        | schweizerisch Putsch „heftiger Stoß, Zusammenprall, Knall“                                   | Putsch, Verschwörung                      |

### Р
| Russisch  | Transkription | Etymologie                                 | Anmerkungen               |
| --------- | ------------- | ------------------------------------------ | ------------------------- |
| ратушаⓘ   | ratuscha      | polnisch ratusz < mittelhochdeutsch rathus | Rathaus (nur als Bauwerk) |
| раухтопаз | rauchtopas    | neuhochdeutsch Rauch + griechisch topazos  | Rauchtopaz, Rauchquarz    |
| рейс      | rejs          | Reise                                      | Fahrt, Flug               |
| рейсфедер | rejsfeder     | Reißfeder                                  | Reißfeder                 |
| рейсмус   | rejsmus       | Reißmaß                                    | Streichmaß                |
| рейтузы   | rejtusy       | neuhochdeutsch Reithose                    | Reithose                  |
| ремень    | remen         | Riemen                                     | Riemen, Gurt              |
| рюкзак    | rjuksak       | neuhochdeutsch Rucksack                    | Rucksack                  |

### С
| Russisch     | Transkription | Etymologie                                                  | Anmerkungen                                                                                  |
| ------------ | ------------- | ----------------------------------------------------------- | -------------------------------------------------------------------------------------------- |
| скелет       | skelet        | deutsch Skelett                                             | Skelett                                                                                      |
| скрупулёзный | skrupoljosnyj | neuhochdeutsch skrupulös                                    | Sinn im Russischen: sehr präzise, akkurat, pingelig                                          |
| слесарь      | slessar       | neuhochdeutsch Schlosser                                    | Schlosser, Installateur                                                                      |
| спринцевать  | sprinzewat    | neuhochdeutsch spritzen                                     | Spulen                                                                                       |
| стамеска     | stameska      | niederdeutsch stemmizn oder neuhochdeutsch Stemmeisen       | Stemmeisen, Stechbeitel                                                                      |
| струбцина    | strubzina     | neuhochdeutsch Schraubenzwinge, niederdeutsch Schru^wzwinge | Befestigungsbügel, Schraubenzwinge, Schraubknecht, Schraubzwinge, Spange, Stehknecht, Zwinge |
| стул         | stul          | niederdeutsch Stuhl (seit 1319)                             | Stuhl                                                                                        |

### Т
| Russisch | Transkription | Etymologie                                                                     | Anmerkungen                                                        |
| -------- | ------------- | ------------------------------------------------------------------------------ | ------------------------------------------------------------------ |
| тальвег  | talweg        | neuhochdeutsch Talweg                                                          | Talweg                                                             |
| тодес    | todes         | neuhochdeutsch Todesspirale                                                    | Todesspirale                                                       |
| тонарм   | tonarm        | neuhochdeutsch Tonarm                                                          | Tonarm                                                             |
| торф     | torf          | neuhochdeutsch Torf                                                            | Torf                                                               |
| трактор  | traktor       | deutsch Traktor                                                                | Traktor (landwirtschaftliches Gefährt)                             |
| траур    | traur         | Trauer                                                                         | Trauer                                                             |
| траурный | traurnyj      | Trauer                                                                         | Trauer adjektivisch in Verbindung, z. B. Trauerfeier, Trauermarsch |
| туфли    | tufli         | < niederdeutsch tuffel < mittelniederdeutsch pantuffel < italienisch pantofola | Schuh, Pantoffel                                                   |

### У
| Russisch    | Transkription | Etymologie                   | Anmerkungen   |
| ----------- | ------------- | ---------------------------- | ------------- |
| умлаут      | umlaut        | neuhochdeutsch Umlaut        | Umlaut        |
| унтерофицер | unterofizer   | neuhochdeutsch Unteroffizier | Unteroffizier |

### Ф
| Russisch    | Transkription | Etymologie                                | Anmerkungen                                     |
| ----------- | ------------- | ----------------------------------------- | ----------------------------------------------- |
| факел       | fakel         | Fackel                                    | Fackel                                          |
| фальшь      | falsch        | polnisch falsz < mittelhochdeutsch valsch | Falschheit, Unaufrichtigkeit                    |
| фальц       | falz          | Falz                                      | Falz, Kittfalz                                  |
| фальцгебель | falzgebel     | Falzhobel                                 | Falzhobel                                       |
| фант        | fant          | Pfand                                     | Pfand (veraltet)                                |
| фартук      | fartuk        | Vortuch                                   | Schürze                                         |
| фейерверкⓘ  | fejerwerk     | neuhochdeutsch Feuerwerk                  | Feuerwerk                                       |
| фильтр      | filtr         | Filter                                    | Filter                                          |
| флагшток    | flagschtok    | Fahnenmast                                | Fahnenmast, schräg oder waagrecht: Flaggenstock |
| флейта      | fleita        | Flöte                                     | Flöte                                           |
| флигель     | fligel        | Flügel                                    | Gebäudeflügel, Seitengebäude                    |
| фляжка      | fljaschka     | polnisch flaszka < neuhochdeutsch Flasche | kleine Metallflasche                            |
| форель      | forel         | Forelle                                   | Forelle                                         |

### Х
| Russisch   | Transkription | Etymologie                               | Anmerkungen |
| ---------- | ------------- | ---------------------------------------- | ----------- |
| хинтерланд | chinterland   | neuhochdeutsch Hinterland                | Hinterland  |
| хормейстер | chormejster   | griechisch Chor + neuhochdeutsch Meister | Chorleiter  |

### Ц
| Russisch   | Transkription | Etymologie                                                                        | Anmerkungen                                                                                 |
| ---------- | ------------- | --------------------------------------------------------------------------------- | ------------------------------------------------------------------------------------------- |
| цанга      | zanga         | neuhochdeutsch Zange                                                              | Spannpatrone, Spreizdorn, Zange                                                             |
| цейтнот    | zejtnot       | neuhochdeutsch Zeitnot                                                            | Zeitnot (im Schachspiel)                                                                    |
| цель       | zel           | Ziel                                                                              | Ziel                                                                                        |
| цемент     | zement        | Zement                                                                            | Zement                                                                                      |
| церковь    | zerkow        | altbairisch Kirko < althochdeutsch chirihha < griechisch                          | Kirche                                                                                      |
| цех        | zech          | polnisch cech < neuhochdeutsch zeche „Vereinigung von Personen desselben Standes“ | Zunft, Innung                                                                               |
| цигарка    | zigarka       | Zigarre                                                                           | selbstgedrehte Zigarette                                                                    |
| цигейка    | zigejka       | Ziege                                                                             | Ziegenwolle                                                                                 |
| циркуляр   | zirkuljar     | neuhochdeutsch Zirkular < lateinisch circularis                                   | Rundschreiben                                                                               |
| цитра      | zitra         | Zither                                                                            | Zither                                                                                      |
| циферблатⓘ | ziferblat     | neuhochdeutsch Zifferblatt                                                        | Zifferblatt der Uhr                                                                         |
| цоколь     | zokol         | Sockel                                                                            | Sockel                                                                                      |
| цуг        | zug           | neuhochdeutsch Zug                                                                | Gespann aus drei Pferden mit gleicher Farbe, bildungsspr. Zug, eine Kolonne, Verkehrsmittel |
| цугом      | zugom         | Zug                                                                               | im Gespann aus zwei oder drei Paaren, ugs. hintereinander                                   |
| цугцванг   | zugzwang      | neuhochdeutsch Zugzwang                                                           | Zugzwang (im Schachspiel)                                                                   |

### Ш
| Russisch        | Transkription      | Etymologie                                                                                          | Anmerkungen                                                                                       |
| --------------- | ------------------ | --------------------------------------------------------------------------------------------------- | ------------------------------------------------------------------------------------------------- |
| шаблон          | schablon           | deutsch Schablone                                                                                   | Schablone                                                                                         |
| шайба           | schajba            | neuhochdeutsch Scheibe                                                                              | Unterlegscheibe; Puck (Sport)                                                                     |
| шаль            | schal              | deutsch Schal                                                                                       | Tuch                                                                                              |
| шарнир          | scharnir           | deutsch Scharnier                                                                                   | Scharnier                                                                                         |
| шахта           | schachta           | neuhochdeutsch Schacht                                                                              | Schacht zur Gewinnung von Erzen                                                                   |
| шибер           | schiber            | deutsch Schieber                                                                                    | Schiebevorrichtung zum Verschließen einer Tür oder zum Schließen der Gucklochs an einer Zellentür |
| шифер           | schifer            | neuhochdeutsch Schiefer                                                                             | Schiefer                                                                                          |
| ширма           | schirma            | deutsch Schirm                                                                                      | Wandschirm                                                                                        |
| шихта           | schichta           | neuhochdeutsch Schicht                                                                              | Beschickungsgut, Charge, Einsatz, Gemenge, Gicht, Gattierung, Moller, Schicht, Satz               |
| шлагбаумⓘ       | schlagbaum         | neuhochdeutsch Schlagbaum                                                                           | Schlagbaum, Schranke                                                                              |
| шланг           | schlang            | neuhochdeutsch Schlange                                                                             | Schlauch                                                                                          |
| шлиф            | schlif             | deutsch Schliff                                                                                     | Handwerk                                                                                          |
| шлюз            | schljus            | niederdeutsch sluse, mittelniederdeutsch sluse < lateinisch exclusa «Schleuse, Wehr»                | Schleuse                                                                                          |
| шлягер          | schljager          | deutsch Schlager                                                                                    | Schlager                                                                                          |
| шнапс           | schnaps            | deutsch Schnaps                                                                                     | Schnaps (Wodka)                                                                                   |
| шницель         | schnizel           | neuhochdeutsch Schnitzel                                                                            | Schnitzel                                                                                         |
| шноркель        | schnorkel          | neuhochdeutsch Schnorchel                                                                           | Schnorchel                                                                                        |
| шнур, шнуровать | schnur, schnurowat | deutsch Schnur, schnüren                                                                            | Schnürsenkel, zuschnüren                                                                          |
| шорле           | schorle            | deutsch Schorle                                                                                     | Schorle                                                                                           |
| шпагат          | schpagat           | deutsch Spagat                                                                                      | Spagat                                                                                            |
| шпатэль         | schpatel           | deutsch Spatel                                                                                      | Spachtel                                                                                          |
| шпинат          | schpinat           | deutsch Spinat                                                                                      | Spinat                                                                                            |
| шпиндель        | schpindel          | deutsch Spindel                                                                                     | Spindel                                                                                           |
| шпион           | schpion            | deutsch Spion                                                                                       | Spion                                                                                             |
| шпицрутены      | schpizruteny       | neuhochdeutsch Spitzruten                                                                           | Spießrutenlaufen                                                                                  |
| шплинт          | schplint           | neuhochdeutsch Splint                                                                               | Splint                                                                                            |
| шприц           | schpriz            | neuhochdeutsch Spritze < spritzen                                                                   | Spritze                                                                                           |
| шрам            | schram             | deutsch Schramme                                                                                    | Narbe                                                                                             |
| шрифт           | schrift            | neuhochdeutsch Schrift                                                                              | Schrift, Lettern (im Buchdruck)                                                                   |
| штаб            | schtab             | neuhochdeutsch Stab – „weil der Stab seit alten Zeit das Symbol der Macht war“                      | Stab, das zum Kommando gehörige Personal                                                          |
| штанга          | schtanga           | neuhochdeutsch Stange                                                                               | Stange (Eisen); Langhantel(Schwerathletik)                                                        |
| штангенциркуль  | schtangenzirkul    | deutsch Stangenzirkel (Zeichengerät)                                                                | Messschieber                                                                                      |
| штапель         | schtapel           | deutsch Stapel                                                                                      | Zellwollstoff                                                                                     |
| штат            | schtat             | deutsch Staat                                                                                       | Bundesstaat                                                                                       |
| штатив          | schtatiw           | deutsch Stativ                                                                                      | Gestell                                                                                           |
| штекер          | schteker           | Stecker                                                                                             |                                                                                                   |
| штемпель        | schtempel          | neuhochdeutsch Stempel                                                                              | Stempel                                                                                           |
| штепсель        | schtepsel          | neuhochdeutsch Stöpsel                                                                              | Steckdose, Stecker, Stöpsel                                                                       |
| штифт           | schtift            | neuhochdeutsch Stift                                                                                | kleiner Stift (technisch; kein Schreibstift)                                                      |
| штольня         | schtolnja          | deutsch Stollen                                                                                     | Stollen (Bergbau)                                                                                 |
| шток            | schtok             | neuhochdeutsch Stock                                                                                | Schaft, Stange, Stock                                                                             |
| штопать         | schtopat           | niederdeutsch stoppen, mittelhochdeutsch stopfen «штопать» < mittellateinisch stuppare < griechisch | Stopfen                                                                                           |
| штора           | schtora            | deutsch Store                                                                                       | Vorhang                                                                                           |
| штрейкбрехер    | schtrejkbrecher    | neuhochdeutsch Streikbrecher                                                                        | Streikbrecher                                                                                     |
| штраф           | schtraf            | neuhochdeutsch Strafe                                                                               | Geldstrafe                                                                                        |
| штрих           | schtrich           | neuhochdeutsch Strich                                                                               | Strich; Charakterzug                                                                              |
| штудировать     | schtudirowat       | deutsch studieren                                                                                   | studieren                                                                                         |
| штука           | schtuka            | polnisch sztuka < neuhochdeutsch Stück                                                              | Stück, Streich, Schwindel                                                                         |
| штурм           | schturm            | deutsch Sturmangriff                                                                                | Sturmangriff                                                                                      |

### Э
| Russisch   | Transkription | Etymologie              | Anmerkungen                    |
| ---------- | ------------- | ----------------------- | ------------------------------ |
| эдельвейсⓘ | edelwejs      | neuhochdeutsch Edelweis | Edelweiß (Leontopodium R. Br.) |
| эндшпиль   | endschpil     | neuhochdeutsch Endspiel | Endspiel (Schach)              |
| эркер      | erker         | neuhochdeutsch Erker    | Architektur                    |

### Ю
| Russisch  | Transkription | Etymologie                                   | Anmerkungen                                            |
| --------- | ------------- | -------------------------------------------- | ------------------------------------------------------ |
| юнкер     | junker        | neuhochdeutsch Junker < nnd. jonk(he)er      | 1. Unteroffizier adliger Herkunft 2. Großgrundbesitzer |
| юстировка | justirowka    | neuhochdeutsch justieren < lateinisch justus | Tarierung                                              |

### Я
| Russisch | Transkription | Etymologie                | Anmerkungen |
| -------- | ------------- | ------------------------- | ----------- |
| ягдташ   | jagdtasch     | neuhochdeutsch Jagdtasche | Jagdtasche  |
| ярмарка  | jarmarka      | deutsch Jahrmarkt         | Messe       |

## Fachsprache

### Bergbau, Geologie
| Russisch   | Transkription | Etymologie                                     | Anmerkungen                                                                  |
| ---------- | ------------- | ---------------------------------------------- | ---------------------------------------------------------------------------- |
| абзетцер   | absetzer      | neuhochdeutsch Absetzer < absetzen             | Absetzer                                                                     |
| аншлиф     | anschlif      | neuhochdeutsch Anschliff                       | Anschliff                                                                    |
| бергамт    | bergamt       | neuhochdeutsch Bergamt                         | (veraltet) Bergamt in Ostsibirien                                            |
| гнейс      | gnejs         | neuhochdeutsch Gneis < althochdeutsch gneistan | Gneis                                                                        |
| горст      | gorst         | neuhochdeutsch Horst                           | Horst (Geologie)                                                             |
| грабен     | graben        | neuhochdeutsch Graben                          | Graben                                                                       |
| грейзен    | greisen       | neuhochdeutsch greisen                         | Greisen                                                                      |
| зандр      | sandr         | neuhochdeutsch Sandr < neuhochdeutsch Sand     | Sander                                                                       |
| зицорт     | sizort        | neuhochdeutsch Sitzort < sitzen + Ort          | Sitzort, im Bergbau ein Ort, wo der Bergmann ansitzend oder sitzend arbeitet |
| зумпф      | sumpf         | neuhochdeutsch Sumpf                           | Ablass, Pumpensumpf, Sumpf                                                   |
| кар        | kar           | althochdeutsch kar, mittelniederdeutsch kar(e) | Kar                                                                          |
| квершлаг   | kwerschlag    | neuhochdeutsch Querschlag                      | Querschlag                                                                   |
| корнцанги  | kornzangi     | neuhochdeutsch Kornzange                       | Kornzange                                                                    |
| маркшейдер | markschejder  | neuhochdeutsch Markscheider                    | Markscheider (Vermessungsingenieur im Bergbau)                               |
| нерунги    | nerungi       | neuhochdeutsch Nehrung                         | Nehrung                                                                      |

### Hunderassen
| Russisch       | Transkription   | Etymologie                                                                                           | Anmerkungen                                                                                      |
| -------------- | --------------- | --- | ------------------------------------------------------------------------------------------------ |
| брусбарт       | brusbart        | neuhochdeutsch Brust, Bart                                                                           | Art Jagdhund, Kreuzung von Pudel und Hühnerhund mit besonders dichtem Bart und zottiger Schnauze |
| дратхаар       | dratchaar       | neuhochdeutsch Draht + Haar                                                                          | Deutsch Drahthaar                                                                                |
| курцхаар       | kurzchaar       | neuhochdeutsch Kurzhaar                                                                              | Deutsch Kurzhaar                                                                                 |
| лангхаар       | langchaar       | neuhochdeutsch Langhaar                                                                              | Deutsch Langhaar                                                                                 |
| миттельшнауцер | mittelschnauzer | neuhochdeutsch Mittelschnauzer                                                                       | Mittelschnauzer (auch Standardschnauzer oder schlicht Schnauzer genannt)                         |
| мопс           | mops            | neuhochdeutsch Mops < niederländisch Mopperen – ein mürrisches Gesicht machen < niederländisch Mopen | Mops                                                                                             |
| пудель         | pudel           | neuhochdeutsch Pudel < pudeln – im Wasser plätschern                                                 | Pudel                                                                                            |
| ризеншнауцер   | risenschnauzer  | neuhochdeutsch Riesenschnauzer                                                                       | Riesenschnauzer                                                                                  |
| такса          | taksa           | neuhochdeutsch Dachs                                                                                 | Dachshund, Dackel                                                                                |
| цвергшнауцер   | zwergschnauzer  | neuhochdeutsch Zwergschnauzer                                                                        | Zwergschnauzer                                                                                   |
| шпиц           | schpiz          | neuhochdeutsch Spitz (dasselbe wegen spitzer Ohren und spitzer Schnauzen)                            | Spitz                                                                                            |

### Leben bei Hofe
| Russisch         | Transkription    | Etymologie        | Anmerkungen       |
| ---------------- | ---------------- | ----------------- | ----------------- |
| камердинер       | kamerdiner       | Kammerdiener      | Kammerdiener      |
| кучер            | kutscher         | Kutscher          | Kutscher          |
| фрейлина         | frejlina         | deutsch Fräulein  | Hofdame           |
| церемониймейстер | zeremonijmeister | Zeremonienmeister | Zeremonienmeister |
| шлейф            | schlejf          | schleifen         | Schleppe          |

### Medizin, Stomatologie
| Russisch | Transkription | Etymologie | Anmerkungen                           |
| -------- | ------------- | --- | ------------------------------------- |
| бикс     | biks          | neuhochdeutsch bixen oder Büchse                                                                              | Sterilisiertrommel, Sterilisierbüchse |
| бинт     | bint          | neuhochdeutsch Binde                                                                                          | Binde, Bandage, Rollbinde             |
| капа     | kapa          | neuhochdeutsch Kappe                                                                                          | Mundschutz                            |
| кламмер  | klammer       | neuhochdeutsch Klammer                                                                                        | Klammer (Stomatologie, Chirurgie)     |
| пустер   | puster        | neuhochdeutsch Puster                                                                                         | Gummi-ballon-Puster                   |
| триппер  | tripper       | niederdeutsch md. Tripper < trippen – tropfen                                                                 | Gonorrhoe, Tripperg                   |
| флюс     | fljus         | neuhochdeutsch Fluss – rheumatisches Leiden < lateinisch fluere <(Lehnübersetzung) griechisch ????? – Fließen | Zahngeschwür, Fluss                   |
| шина     | schina        | neuhochdeutsch Schiene                                                                                        | Schiene                               |
| шприц    | schpriz       | neuhochdeutsch Spritze                                                                                        | Spritze                               |
| штопфер  | schtopfer     | neuhochdeutsch Stopfer                                                                                        | Stopfer, Stopfinstrument              |

### Militärwesen
| Russisch       | Transkription  | Etymologie | Anmerkungen |
| -------------- | -------------- | --- | --- |
| абшнит         | abschnit       | neuhochdeutsch Abschnitt                                                                                          | (veraltet) Abschnitt. Ein Teil einer Befestigungsanlagen, von der anderen durch einen Erdwall und einen Graben getrennt |
| берейтор       | berejtor       | neuhochdeutsch Bereiter                                                                                           | Bereiter von Pferden |
| бивак          | biwak          | französisch bivouac < niederdeutsch biwake «Beiwache» im Freien neben der in einem Bau untergebrachten Hauptwache | (Gallizismus) Feldlager.                                                                                                |
| блендунг       | blendung       | neuhochdeutsch Blendung                                                                                           | Faschinenverteidigung (Befestigung)                                                                                     |
| блицкриг       | blizkrig       | neuhochdeutsch Blitzkrieg                                                                                         | Blitzkrieg |
| блокгауз       | blokgaus       | neuhochdeutsch Blockhaus (Haus mit Wänden aus Baumstämmen)                                                        | (veraltet)Blockhaus (als Verteidigungsanlage)                                                                           |
| болверк        | bolwerk        | neuhochdeutsch Bollwerk                                                                                           | Bastion |
| брандер        | brander        | neuhochdeutsch Brander                                                                                            | Brander, Brandschiff |
| бруствер       | brustwer       | neuhochdeutsch Brustwehr                                                                                          | Brustwehr (Schießscharte)                                                                                               |
| вахмистр       | wachmistr      | polnisch wachmistrz < ostmdt. Wachtmeester – neuhochdeutsch Wachtmeister                                          | Wachtmeister, älterer Unteroffizier in einer Schwadron                                                                  |
| гаубица        | gaubiza        | Haubitze | Haubitze |
| гросс-мессер   | gross-messer   | neuhochdeutsch großes Messer, Hiebmesser                                                                          | großes Messer (um 1500 eine oft benutzte Klingenwaffe)                                                                  |
| гильза         | gilsa          | neuhochdeutsch Hülse – оболочка, втулка                                                                           | Patronenhülse |
| дунст          | dunst          | neuhochdeutsch Dunst                                                                                              | Dunst. Feinster Schrot                                                                                                  |
| ефрейтор       | jefrejtor      | neuhochdeutsch Gefreiter                                                                                          | Gefreiter, militär. Rang                                                                                                |
| квартирмейстер | kwartirmejster | neuhochdeutsch Quartiermeister                                                                                    | Quartiermeister |
| кронверк       | kronwerk       | neuhochdeutsch Kronwerk                                                                                           | Außen-Festungswerk |
| ландскнехт     | landsknecht    | neuhochdeutsch Landsknecht                                                                                        | Landsknecht |
| патронташ      | patrontasch    | neuhochdeutsch Patronentasche                                                                                     | Patronentasche, Patronengürtel                                                                                          |
| рейтар         | rejtar         | polnisch raytar < neuhochdeutsch Reiter                                                                           | Geharnischter Reiter, Soldat zu Pferde                                                                                  |
| фаустпатрон    | faustpatron    | neuhochdeutsch Faustpatrone                                                                                       | Faustpatrone |
| фельдмаршал    | feldmarschal   | Feldmarschall | Feldmarschall |
| фельдфебель    | feldfebel      | neuhochdeutsch Feldwebel                                                                                          | Feldwebel |
| фельдшер       | feldscher      | Feldscher | Feldscher (Höherer Sanitäter, von Feld-Chirurg)                                                                         |
| шанец          | schanez        | polnisch szaniec < neuhochdeutsch Schanze – Wehrbau im Felde, Korb                                                | Schanze, kleine Befestigung                                                                                             |
| штаб           | schtab         | Stab | (Führungs-/General-)Stab                                                                                                |

### Ökonomie, Börse, Finanzen
| Russisch    | Transkription | Etymologie                                       | Anmerkungen                                 |
| ----------- | ------------- | ------------------------------------------------ | ------------------------------------------- |
| бухгалтер   | buchgalter    | neuhochdeutsch Buchhalter                        | Buchhalter                                  |
| вексель     | weksel        | neuhochdeutsch Wechsel                           | Wechsel, Schuldverschreibung                |
| гешефт      | gescheft      | neuhochdeutsch Geschäft                          | Geschäft                                    |
| гроссбух    | grossbuch     | neuhochdeutsch Großbuch                          | Großbuch                                    |
| грюндерство | grjunderstwo  | neuhochdeutsch Gründertum                        | Gründerzeit                                 |
| декорт      | dekort        | neuhochdeutsch Dekort                            | Dekort, Abzug                               |
| крах        | krach         | neuhochdeutsch Krach                             | Zusammenbruch; Scheitern; Bankrott          |
| маклер      | makler        | niederdeutsch Makler < niederdeutsch Maken       | Makler, Zwischenhändler                     |
| фрахт       | fracht        | niederländisch vracht oder neuhochdeutsch Fracht | Frachtgut, Frachtgebühr                     |
| штандорт    | schtandort    | neuhochdeutsch Standort                          | Vorteilhafte Anordnung Industrieunternehmen |
| штафель     | schtafel      | neuhochdeutsch Staffeln                          | Saldokonto                                  |

### Seefahrt
| Russisch | Transkription | Etymologie                                                         | Anmerkungen                        |
| -------- | ------------- | ------------------------------------------------------------------ | ---------------------------------- |
| боцман   | bozman        | neuhochdeutsch Bootsmann                                           |                                    |
| капитан  | kapitan       | neuhochdeutsch Kapitän                                             |                                    |
| каюта    | kajuta        | neuhochdeutsch Kajüte                                              |                                    |
| камбуз   | kambus        | neuhochdeutsch Kombüse                                             |                                    |
| люк      | ljuk          | neuhochdeutsch Luke                                                | Luke (auch außerhalb der Seefahrt) |
| матрос   | matros        | neuhochdeutsch Matrose                                             |                                    |
| флот     | flot          | neuhochdeutsch Flotte                                              |                                    |
| флотилия | flotilija     | neuhochdeutsch Flottille                                           | Flotte                             |
| шлюпка   | schljupka     | neuhochdeutsch Schaluppe                                           | kleines Ruderboot                  |
| штиль    | schtil        | neuhochdeutsch Stille                                              | Windstille                         |
| шторм    | schtorm       | neuhochdeutsch Sturm                                               |                                    |
| штурман  | schturman     | neuhochdeutsch Steuermann                                          | Steuermann (auch in der Luftfahrt) |
| юнга     | junga         | neuhochdeutsch Junge                                               | Schiffsjunge                       |
| яхта     | jachta        | niederländisch jacht < mittelniederdeutsch jachtschip „Jagdschiff“ |                                    |